# 애스트로돔
NRG 애스트로돔(NRG Astrodome)는 미국 텍사스주 휴스턴에 위치한 세계 최초의 돔 경기장이다. 과거 NFL 휴스턴 오일러스와 MLB 휴스턴 애스트로스 그리고 USFL 휴스턴 갬블러스의 홈경기장으로 사용되었으며, 1979년, 1985년, 1987년 NBA 올스타전 이후로 네번째로 MLB 또는 NFL 스타디움에서 열린 올스타 게임이다.
2001년 4월 1일. WWF 레슬매니아 17이 개최되었다. 관객 수는 67,925명. 2005년 허리케인 카트리나 때 이재민들의 임시거처로 활용되었다.
| 메이저 리그 베이스볼 올스타전 개최 경기장 |                   |              |
| 1967년                                    | 1968년 애스트로돔 | 1969년       |
| 애너하임 스타디움                         | 1968년 애스트로돔 | RFK 스타디움 |
|                                           |                   |              |
|                                           |                   |              |

| 메이저 리그 베이스볼 올스타전 개최 경기장 |                   |                                   |
| 1985년                                    | 1986년 애스트로돔 | 1987년                            |
| 휴버트 H. 험프리 메트로돔                 | 1986년 애스트로돔 | 오클랜드–알라메다 카운티 콜리시엄 |
|                                           |                   |                                   |
|                                           |                   |                                   |

| NBA 올스타전 개최 경기장 |                   |                 |
| 1988년                   | 1989년 애스트로돔 | 1990년          |
| 시카고 스타디움          | 1989년 애스트로돔 | 마이애미 아레나 |
|                          |                   |                 |
|                          |                   |                 |

| ABA 올스타 vs NBA 올스타 게임 개최 경기장 |                   |                                 |
| 이전                                      | 1971년 애스트로돔 | 1972년                          |
|                                           | 1971년 애스트로돔 | 나소 베테랑스 메모리얼 콜리세움 |
|                                           |                   |                                 |
|                                           |                   |                                 |